# ラスティ・クーンツ
ラッセル・ジェイ・クーンツ（Russell Jay Kuntz, 1955年2月4日 - ）は、アメリカ合衆国カリフォルニア州オレンジ郡オレンジ出身の元プロ野球選手（外野手）、野球指導者。右投右打。現在は、MLBのカンザスシティ・ロイヤルズのコーチを務める。

## 経歴

### 現役時代
1977年のMLBドラフト11巡目（全体261位）でシカゴ・ホワイトソックスから指名され、プロ入り。
1979年9月1日にメジャーデビュー。主に控え外野手としてプレーし、1984年にはデトロイト・タイガースのワールドシリーズ優勝メンバーとなった。翌1985年を最後に引退した。

### 引退後
引退後は1987年よりヒューストン・アストロズの組織内（1987年 - 1988年）のコーチとなった。その後、一塁コーチとしてシアトル・マリナーズ（1989年 - 1992年）、フロリダ・マーリンズ（1995年 - 1996年、1999年 - 2000年）、ピッツバーグ・パイレーツ（2003年 - 2005年）を渡り歩いた。
2008年はカンザスシティ・ロイヤルズの一塁コーチに就任し、2010年まで務めた。2012年8月に再び一塁コーチに復帰し、2017年まで務めた。その間の2015年には自身2度目のワールドシリーズ優勝を経験している。
2018年から2年間はロイヤルズのGM補佐を務めた。2020年シーズンからは三たび一塁コーチを務める予定だったが、7月に新型コロナウイルスに罹患したため辞退（代役はデーモン・ホリンズ）し、アドバイザーに専念することとなった。
2021年シーズンより改めて一塁コーチを務めることになった。
2022年からは一塁コーチを外れ、ロイヤルズの球団特別補佐とコーチを務める。

## 詳細情報

### 背番号
- 47（1979年- 1983年途中）
- 11（1983年途中 - 同年終了）
- 15（1984年 - 1985年、2003年途中 - 2005年、2010年）
- 22（1989年 - 1992年、1995年 - 1996年、1999年 - 2000年）
- 48（2003年 - 同年途中）
- 18（2008年 - 2009年、2012年 - 2015年途中、2016年 - 2017年、2021年）
- 81（2015年途中 - 同年終了）